# Chiesa di Cristo Re (Monterenzio)
La chiesa di Cristo Re è la parrocchiale di Monterenzio, in città metropolitana e arcidiocesi di Bologna; fa parte del vicariato di San Lazzaro–Castenaso.

## Storia
L'originaria chiesa di Monterenzio era dedicata a santo Stefano; sorta in epoca medievale, la prima citazione che ne attesta la presenza risale al 1378.
All'inizio degli anni trenta del Novecento il parroco don Federico Paganelli promosse la costruzione di una nuova parrocchiale che fosse più vicina al centro abitato e, quindi, più comoda per i fedeli. I lavori iniziarono nel 1934; l'edificio, realizzato dal cavalier Belletti e grazie all'interessamento del nuovo parroco don Diego Rinaldi, fu terminato nel 1935 e inaugurato ufficialmente nel 1938.
Nel 1944 la parrocchiale fu danneggiata dai bombardamenti e l'antica chiesa invece andò completamente distrutta; la prima venne ripristinata nel dopoguerra, mentre la seconda non venne ricostruita.
Tra la fine degli anni sessanta e i primi anni settanta si provvide a realizzare il nuovo altare rivolto verso l'assemblea e, con l'occasione, a posare il nuovo pavimento.
L'evento sismico del 14 settembre 2003 arrecò alla struttura alcuni danni, che furono poi sanati negli anni successivi; nel 2006 fu installato nel presbiterio l'ambone.

## Descrizione

### Esterno
La facciata a capanna della chiesa, rivolta a ponente, presenta centralmente il portale d'ingresso lunettato e una trifora e ai lati delle monofore ed è scandita da quattro lesene sorreggenti archi a tutto sesto; sotto gli spioventi corre una cornice di archetti pensili.

### Interno
L'interno dell'edificio si compone di un'unica navata, sulla quale si affacciano due cappelle laterali le cui pareti sono scandite da lesene e controlesene sorreggenti il cornicione aggettante sopra il quale si impostano le volte a crociera; al termine dell'aula si sviluppa il presbiterio, rialzato di due gradini, coperto anch'esso da volta a crociera e chiuso dall'abside semicircolare.